# Jean Ier le Posthume
Pour les articles homonymes, voir Jean Ier.
Jean Ier, dit « le Posthume »,, roi de France et de  Navarre, est le fils posthume de Louis X le Hutin et de Clémence de Hongrie. Né le 14 ou le 15 novembre 1316,, il ne vit que cinq jours et règne sous la régence de son oncle paternel Philippe de Poitiers. Il est le treizième et le dernier roi de la dynastie dite des Capétiens directs à avoir hérité du titre de roi par son père.

## Histoire

### Accession au trône

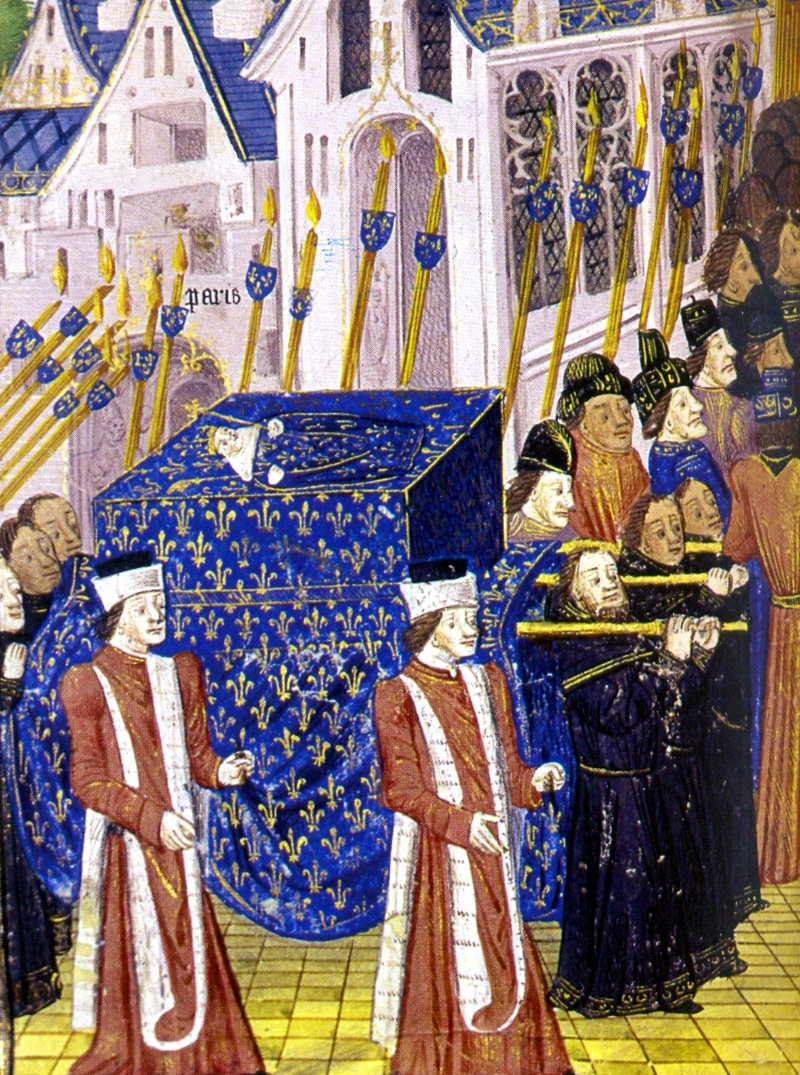
Le convoi funéraire de Jean le Posthume.

Quand Louis X le Hutin, son père, meurt sans fils pour lui succéder, c'est la première fois depuis Hugues Capet que la succession de père en fils des rois de France est interrompue.
Le principe de la loi salique n’étant pas encore établi (puisque le cas ne s'était jamais posé), la fille du roi, Jeanne, que ce dernier a eue avec Marguerite de Bourgogne, sa première épouse, alors morte, pourrait être proclamée reine. Tel n'est pas le cas car la reine Clémence, veuve du roi, est alors enceinte : il faut donc attendre de savoir si elle accouchera d’un garçon, qui aura alors priorité sur sa demi-sœur.
Dans l'attente de cette naissance, Philippe, frère du roi, est chargé de la régence des deux royaumes, au détriment de son oncle Charles de Valois.
La venue d'un enfant mâle est donc très attendue pour donner à la France son roi.

### Mort
C'est un garçon qui naît. Ce nourrisson, proclamé roi de France et de Navarre sous le nom de Jean Ier, meurt cinq jours après sa naissance, sort qui fait de lui « le seul roi de France à avoir régné de sa naissance à sa mort ». La mort prématurée de Jean Ier amène la première difficulté de succession de la dynastie capétienne. Son oncle, après l'avoir fait sacrer roi au cours de la cérémonie d'enterrement à Saint-Denis, monte sur le trône, aux dépens de sa nièce de cinq ans, Jeanne, fille de Louis X et de Marguerite de Bourgogne.
Son corps est déposé dans la crypte de la basilique Saint-Denis. Son cercueil est profané le 18 octobre 1793, lors de la Révolution française  et ses restes sont jetés dans une fosse commune attenante à la basilique.

## Rumeurs
Diverses légendes circulent à propos de cet enfant royal. Tout d'abord, la rumeur veut que son oncle Philippe V, ou la belle-mère de ce dernier, Mahaut d'Artois, l'ait fait tuer, en l'étouffant ou en lui piquant la tête avec une épingle. D'autres allégations attribuent à un empoisonnement la mort du roi Louis X, père de l'enfant.
Une imposture, survenue quelques dizaines d'années plus tard, vient lancer la rumeur que le petit roi Jean n'est pas mort. Pendant la captivité du roi Jean II le Bon, entre 1356 et 1360, un Siennois du nom de Giannino Baglioni prétend être Jean Ier et donc l'héritier de la couronne. Il essaie de faire valoir ses droits et est fait prisonnier en Provence. Une étude historique, L'uomo che si credeva re di Francia, publiée en Italie en 2005, fait le point sur ce fait. Selon l'auteur de l'ouvrage, c'est Cola di Rienzo ou bien Giannino lui-même, qui fait fabriquer les faux censés attester que Giannino Baglioni est Jean Ier le Posthume. Peu après leur rencontre en 1354, Cola di Rienzo est assassiné, et Giannino attend deux ans avant de faire état de ses prétentions. Il se rend à la cour de Hongrie, où le roi Louis Ier de Hongrie, neveu de Clémence de Hongrie, le reconnait comme le fils de Louis X et de Clémence, ce qui, d'ailleurs, ne lui sert en rien. En 1360, Giannino se rend à Avignon, où le pape Innocent VI refuse de le recevoir. Après plusieurs tentatives pour se faire reconnaître, il est arrêté et emprisonné à Aix-en-Provence. Transféré d'abord à Marseille et plus tard à Naples, il y meurt en 1362.
Dans sa suite romanesque historique Les Rois maudits, Maurice Druon reprend certaines de ces légendes, en construisant notamment son récit autour de l'hypothèse de la survie de Jean Ier, supposément sauvé et élevé en Italie sous le nom de Giannino Baglioni.

## Bibliographie

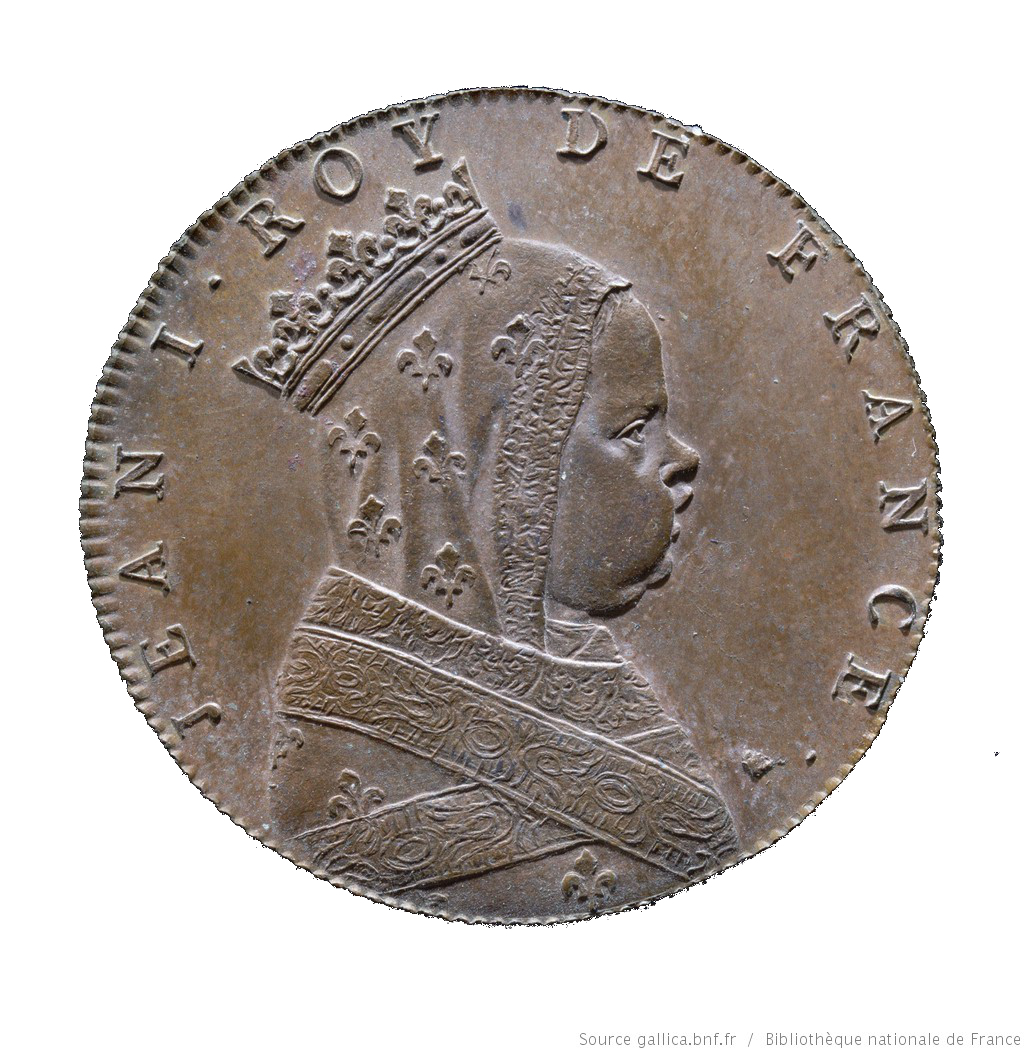
Jean Ier, par Jean Dassier, XVIIIe siècle, Bibliothèque nationale de France.